# Parentelopes albomaculatus
Parentelopes albomaculatus är en skalbaggsart som först beskrevs av Maurice Pic 1933.  Parentelopes albomaculatus ingår i släktet Parentelopes och familjen långhorningar. Inga underarter finns listade i Catalogue of Life.